# 김태봉 (정치인)
김태봉(? - )은 조선민주주의인민공화국의 정치인이다. 내각 금속공업상 겸 당 중앙위 위원이며, 최고인민회의 제12기 대의원이다.

## 경력
김책공업종합대학을 졸업했다. 2005년 5월 부령합금철공장 지배인을 거쳐, 2008년 12월 내각 금속공업상에 임명되었다. 2010년 9월, 조선로동당 중앙위원회 위원에 선임되었다.

## 최고인민회의 대의원
1998년 최고인민회의 제10기 대의원과 2003년 제11기 대의원을 지냈으며, 2009년 4월 이후 제12기 대의원이다.

## 기타
2010년 조명록, 2011년 김정일 사망 당시에 국가장의위원회 위원을 맡았다.